# Fönsterbladssläktet
Fönsterbladssläktet (Fenestraria) är en suckulent växtsläkte inom familjen isörtsväxter. Fönsterblad är markant dvärgväxande och mycket suckulenta. De består av en kuddliknande massa av cylindriska blad som blir omkring 2,5 centimeter långa. Den övre delen av dess gröna blad är rundad eller konvex topp, och är helt utan klorofyll vilket möjliggör att ljus tränger ner i de nedre cellagren. Denna fönsterliknade öppning är sex millimeter i diameter och den enda del som syns ovanför sanden i deras naturliga bestånd. Denna öppning varierar i genomskinlighet beroende på väderlek för att få bästa möjliga förutsättningar för fotosyntes i de nedre cellagren. Blommorna kommer i bladvecken och sitter på stjälkar som blir upp till fem centimeter långa. Själva blomman blir från fem till sju centimeter i diameter och har olika vita, gula och oranga färger.
Namnet på släktet kommer från latinets fenestra som betyder fönster och åsyftar den fönsterliknande transparenta ytan i toppen av dessa växter.

## Förekomst
Fönsterblad växer naturligt i de mycket torra delarna av nordvästra Sydafrika och i Namibia.

## Odling
Fönsterblad är ganska svåra att odla. De bör planteras så att hela bladytan är ovan jord och för att säkra dränering runt rothalsen så bör man ha grov sand runt själva plantan. Växtnäring endast under sommarhalvåret och en temperatur runt 25 °C är lagom. Bör hållas helt torra under vinterhalvåret och med en sval placering. En minimitemperatur på 8 °C är att rekommendera.